# فرودگاه منطقه‌ای هائیل
فرودگاه منطقه‌ای هائیل (به انگلیسی: Ha'il Regional Airport) یک فرودگاه همگانی با کد یاتا HAS است که یک باند فرود آسفالت دارد و طول باند آن ۳۷۲۰ متر است. این فرودگاه در کشور عربستان سعودی قرار دارد و در ارتفاع ۱۰۱۵ متری از سطح دریا واقع شده‌است.

## شرکت‌های هواپیمایی و مقصدهای پروازی
شرکت هواپیماییs offering scheduled passenger service:
| شرکت‌های هواپیمایی | مقصدهای پروازی |
| ----------------- | --- |
| ایر عربیا         | شارجه |
| فلای‌دبی           | دوبی |
| نسما ایرلاینز     | داخلی الجوف، محلی قیصومه، Arar, محلی قصیم، گوریات دومستیک، ملک عبدالعزیز، شاهزاده محمد بن عبدالعزیز، داخلی رفحا، محلی تبوک، محلی طریف |
| Nile Air          | قاهره |
| هواپیمایی سعودی   | ملک فهد، ملک عبدالعزیز، ملک خالد |
| فلای‌ناس           | ملک فهد، ملک خالد |